# خون روی زمین رقص
خون روی زمین رقص (به انگلیسی: Blood on the Dance Floor) ترانه‌ای از آلبوم خون روی زمین رقص: تاریخ در میکس مایکل جکسون و اولین تک‌آهنگ این آلبوم است.
جکسون و تدی رایلی این آهنگ را در سال ۱۹۹۱ برای آلبوم خطرناک نوشتند، ولی انتشار آن تا سال ۱۹۹۷ به طول انجامید.
ترانه نوشتهٔ مایکل جکسون و تدی رایلی است و در مورد زنی گمراه‌کننده است که قبل از این که مردی را با خنجر بکشد، وی را به سمت خود جذب می‌کند. مرد نیز فریب می‌خورد.
این ترانه در کشورهای بریتانیا، اسپانیا، دانمارک و نیوزلند شماره ۱ شد و توانست رتبه ۴۲ را در جدول ۱۰۰ اثر برتر بیلبورد به دست آورد.

## موزیک ویدئو
موزیک ویدئو این اثر با کارگردانی مایکل جکسون و وینسنت پاترسون ساخته شد و در واقع مکمل ترانهٔ اثر است.

## جوایز
موزیک ویدئو این اثر برندهٔ بهترین موزیک ویدئوی بین‌المللی سال از Brazilian TVZ Video Award شد .

## جداول
| جدول (1997)               | بالاترین رتبه |
| ------------------------- | ------------- |
| Australian Singles Chart  | 5             |
| O3 تاپ ۴۰ اتریش           | 9             |
| Belgium (Vl)              | 11            |
| Belgium (Wa)              | 11            |
| فهرست آهنگ‌های داغ         | 1             |
| Dutch Singles Chart       | 4             |
| Finnish Singles Chart     | 2             |
| French Singles Chart      | 10            |
| German Singles Chart      | 5             |
| Italian Singles Chart     | 10            |
| New Zealand Singles Chart | 1             |
| Norwegian Singles Chart   | 2             |
| Romanian Singles Chart    | 4             |
| Spanish Singles Chart     | 1             |
| Swedish Singles Chart     | 2             |
| Swiss Singles Chart       | 5             |
| جدول تک‌آهنگ‌های بریتانیا   | 1             |
| ۱۰۰ آهنگ داغ بیلبورد      | 42            |
| جدول(2006)                | بالاترین رتبه |
| Spanish Singles Chart     | 1             |